# 죽음의 다섯 손가락
《죽음의 다섯 손가락》(天下第一拳, King Boxer, Five Fingers Of Death)은 홍콩에서 제작된 정창화 감독의 1972년 액션 영화이다. 김기주 등이 주연으로 출연하였고 신상옥 등이 제작에 참여하였다.

## 출연

### 주연
- 김기주
- 나열
- 남궁훈

### 조연
- 전풍
- 진봉진
- 홍성중
- 구운중
- 왕평
- 조웅
- 양사
- 방면
- 동림
- 고문종
- 첨삼
- 소메노 유키오
- 서하
- 강전
- 왕청하
- 왕금봉
- 유룡
- 양택림
- 쩡추린
- 진전
- 임세관
- 해원
- 황수당
- 진적극
- 유가영
- 황매
- 서발
- 노혜
- 황합
- 원신의
- 신선
- 황배기
- 왕청
- 척의웅
- 주유고
- 등덕상
- 이초
- 진령위
- 주윤견
- 능한
- 담보
- 나강
- 관인
- 오원훈
- 금천주
- 하보성
- 임원
- 양백진
- 진소가

## 기타
- 조연출: 장경파
- 조연출: 신위균
- 녹음: 왕영화
- 음향: 유창국
- 음향: 심재훈
- 미술: 박석인
- 미술: 진기예
- 무술연출: 유가영
- 무술연출: 진전